# Cecil Frank Powell
Cecil Frank Powell (Tonbridge, Anglaterra, 1903 - Milà, Itàlia, 1969) fou un físic i professor universitari anglès guardonat l'any 1950 amb el Premi Nobel de Física.

## Biografia
Va néixer el 5 de desembre de 1903 a la ciutat anglesa de Tonbridge. Va estudiar física al Sidney Sussex College de la Universitat de Cambridge. L'any 1928, va esdevindre assistent de recerca al Laboratori Henry Herbert Wills de la Universitat de Bristol, i esdevingué professor de física en aquesta universitat l'any 1948 i director del laboratori el 1964.
Morí a la ciutat de Milà el 9 d'agost de 1969.

## Recerca científica
Les seves investigacions realitzades l'any 1947, al costat de Giuseppe Occhialini i César Lattes, al voltant de la fotografia per intentar enregistrar traces de raigs còsmics va permetre descobrir el pió, una partícula subatòmica pesada. El pió va demostrar ser la partícula hipotètica proposada l'any 1935 pel físic japonès Hideki Yukawa en la seva teoria de física nuclear.
El 1950, fou guardonat amb el Premi Nobel de Física pel desenvolupament d'un mètode fotogràfic per a estudiar els processos nuclears i pel subsegüent descobriment del pió.
L'any 1955, es convertí en un dels físics i intel·lectuals que signà el manifest Russell-Einstein en favor del desarmament nuclear.